# Верхнеангарская котловина
Верхнеанга́рская котлови́на — впадина на севере Прибайкалья в Бурятии, между Северо-Муйским и Верхнеангарским хребтами.
Протяжённость впадины с юго-запада на северо-восток составляет ~120 км, ширина ~ 40 км, высоты достигают 800 м. Днище плоское, заболоченное, с многочисленными озёрами (крупнейшее — Иркана), излучинами и протоками Верхней Ангары и её притоков — Котеры, Светлой, Чуро и др. 
Котловина характеризуется высокой сейсмичностью и сплошным распространением вечной мерзлоты. В растительности преобладает разрежённая лиственничная и сосновая тайга с примесью берёзы.
Котловина пересекается Байкало-Амурской магистралью и автомобильной трассой АвтоБАМа. Здесь находятся населённые пункты Северо-Байкальского района Бурятии — Новый Уоян, Уоян, Кумора, Ангоя